# Suragina satsumana
Suragina satsumana är en tvåvingeart som först beskrevs av Matsumura 1916.  Suragina satsumana ingår i släktet Suragina och familjen bäckflugor. Inga underarter finns listade i Catalogue of Life.